# Béarn (1920)
Béarn – francuski lotniskowiec z okresu II wojny światowej. Według wstępnych planów okręt miał być piątym pancernikiem typu Normandie, jednak został ukończony jako lotniskowiec, pierwszy tego typu okręt należący do francuskiej marynarki wojennej (Marine nationale). Nazwa okrętu pochodzi od historycznej prowincji francuskiej Béarn.

## Historia
Stępka okrętu została położona 10 stycznia 1914 roku w stoczni Société Nouvelle des Forges et Chantiers de la Méditerranée w La Seyne-sur-Mer. Budowę, wstrzymaną wkrótce po wybuchu I wojny światowej, wznowiono po jej zakończeniu. Wodowanie okrętu miało miejsce w kwietniu 1920 roku. W związku jednak z podpisaniem przez Francję rozbrojeniowego traktatu waszyngtońskiego, budowa nowych pancerników została wstrzymana. W latach 1923–1927 nieukończony pancernik przebudowano na lotniskowiec. „Béarn” został oddany do służby w maju 1927 roku. W 1935 roku okręt przeszedł modernizację.
Po wybuchu II wojny światowej i podpisaniu przez Francję rozejmu w Compiègne lotniskowiec został internowany na Martynice. W 1943 roku został przekazany oddziałom Wolnych Francuzów. W latach 1943–1944 okręt został przystosowany do transportu samolotów ze Stanów Zjednoczonych do Europy.
Po zakończeniu wojny „Béarn” pełnił funkcje okrętu szkoleniowego oraz okrętu zaopatrzeniowego okrętów podwodnych. W listopadzie 1966 roku został wycofany ze służby, a rok później zezłomowany we Włoszech.